# Río Pilde
Río Pilde är ett vattendrag i Spanien. Det ligger i den centrala delen av landet, 140 km norr om huvudstaden Madrid.